# ميك هيومان
مايك هيومن (بالإنجليزية: MakeHuman) هو برنامج مفتوح المصدر رسم ثلاثي الأبعاد لجسم الإنسان. الميزات التي تجعل هذا البرنامج فريدا تشمل واجهة مستخدم رسومية جديدة بديهية للغاية وشبكة عالية الجودة، والأمثل للعمل في وضع تقسيم السطح (على سبيل المثال، Zbrush).